# ذي الطلحة (يريم)

تعديل مصدري - تعديل

ذي الطلحة محلة تابعة لقرية ذي الحرسة، التابعة لعزلة ارياب بمديرية يريم إحدى مديريات محافظة إب في الجمهورية اليمنية.، بلغ تعداد سكانها 21 حسب تعداد اليمن لعام 2004.